# Dodge Charger (LX)

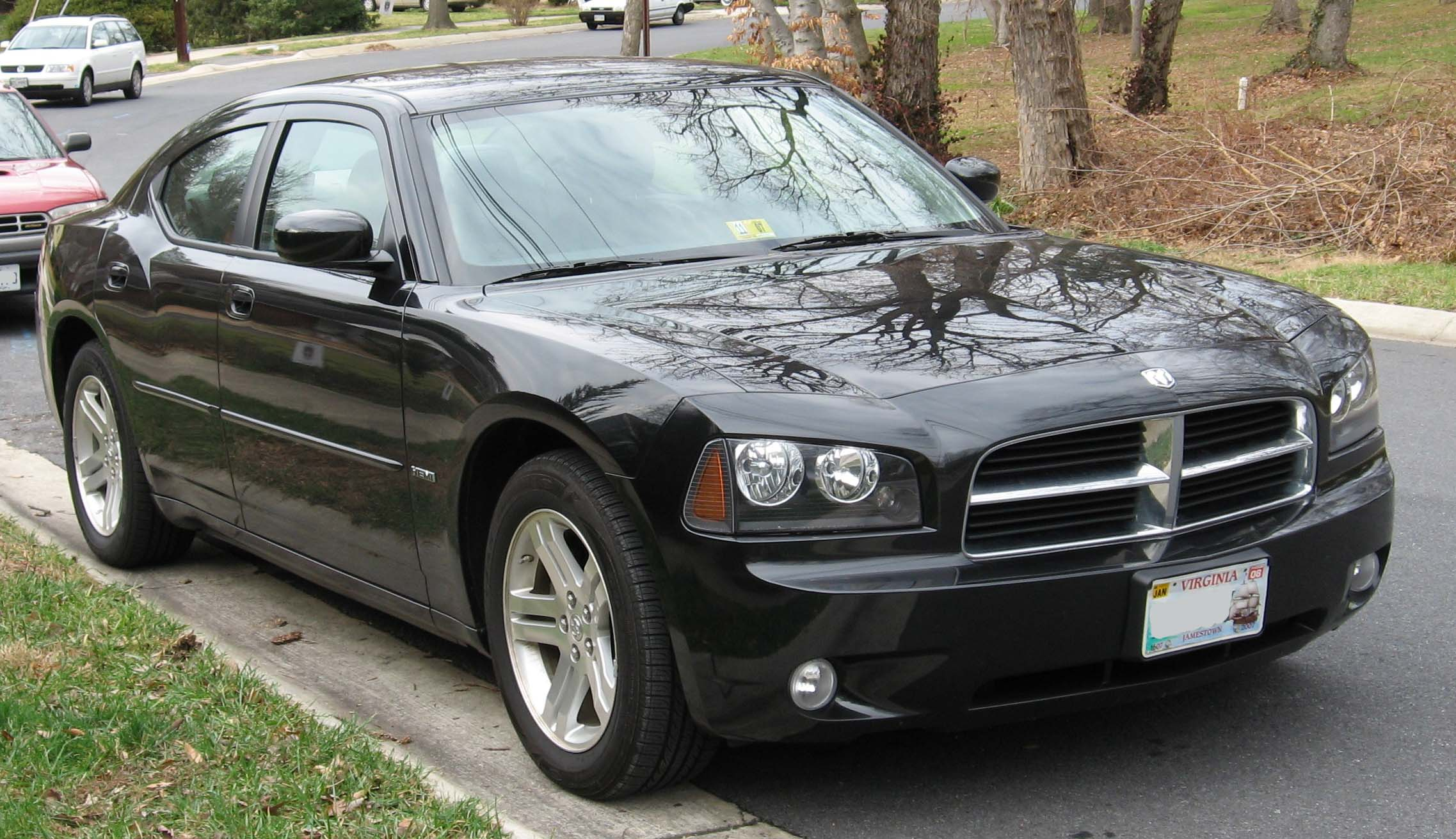
Dodge Charger R/T del 2007

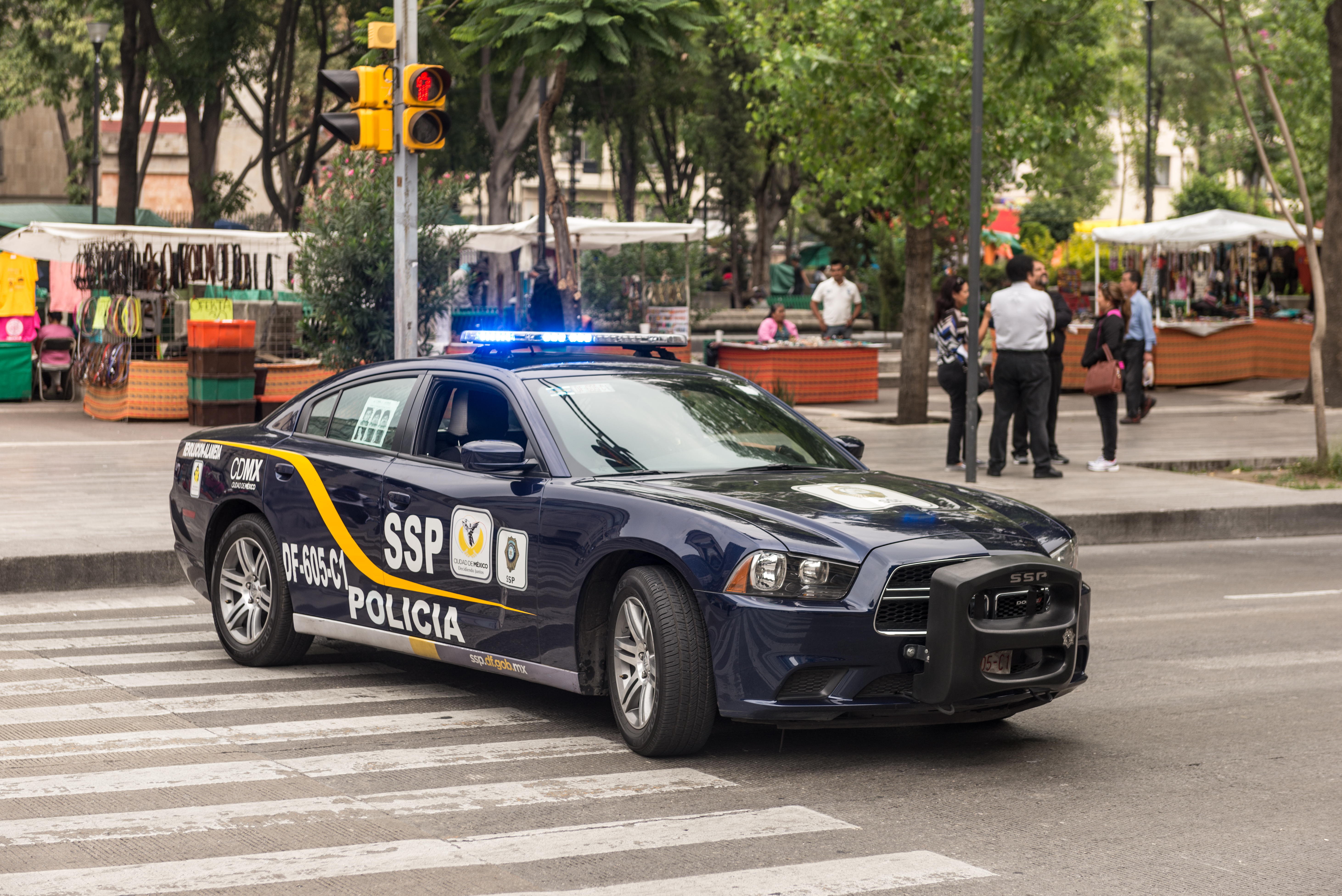
Dodge Charger

El Dodge Charger actualment és un vehicle de tipus full size de tracció posterior construït per la corporació Chrysler a la fàbrica de Brampton, Ontario, Canadà i venut sota la marca de Dodge.
Substitueix al Dodge Intrepid i el seu disseny, sedan de 4 portes, ha descol·locat als fans dels anteriors Chargers, coupes de 2 portes. El Charger va iniciar la seva comercialització al Febrer del 2005, com a model del 2006.

## Informació general

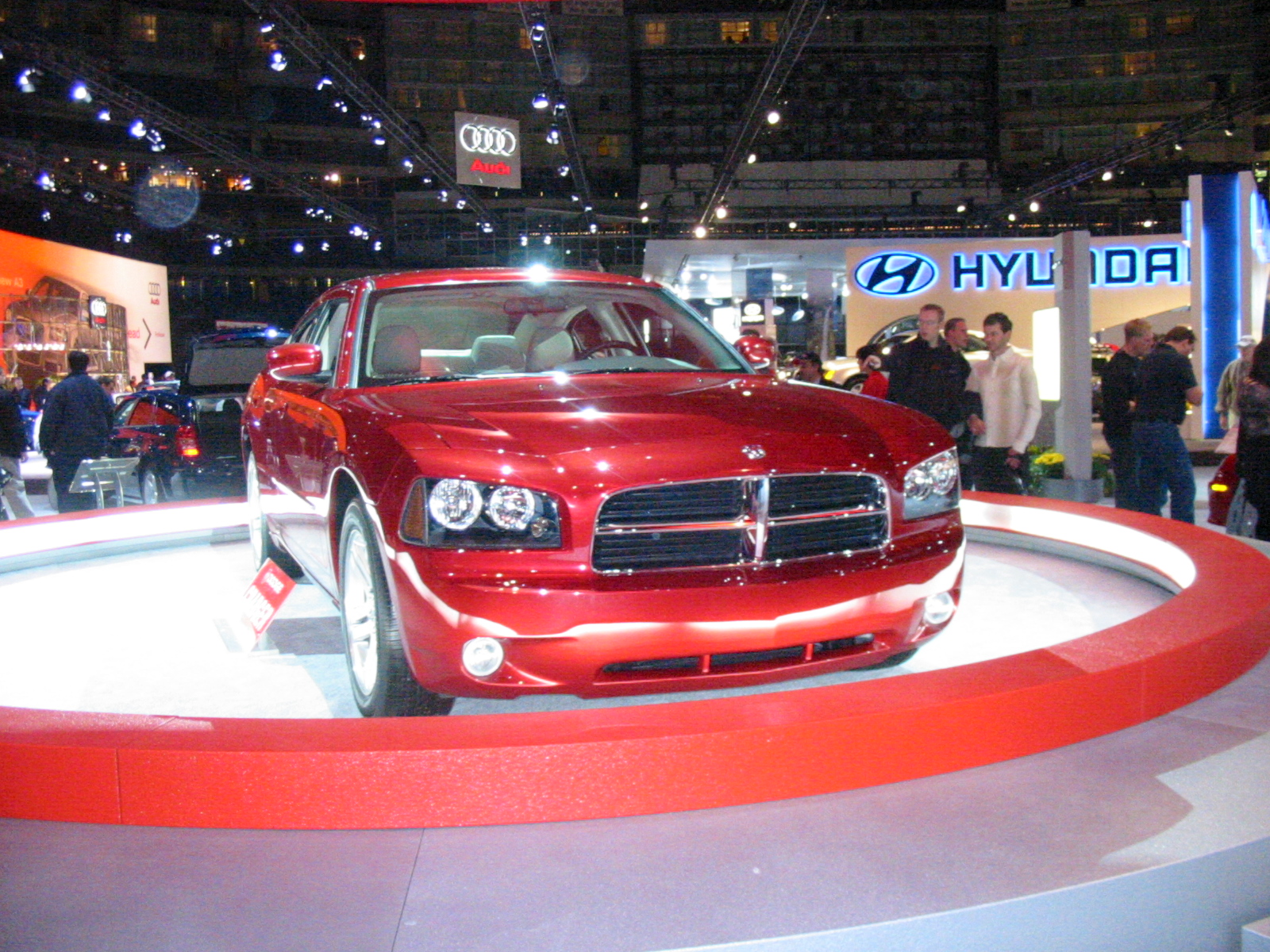
Dodge Charger

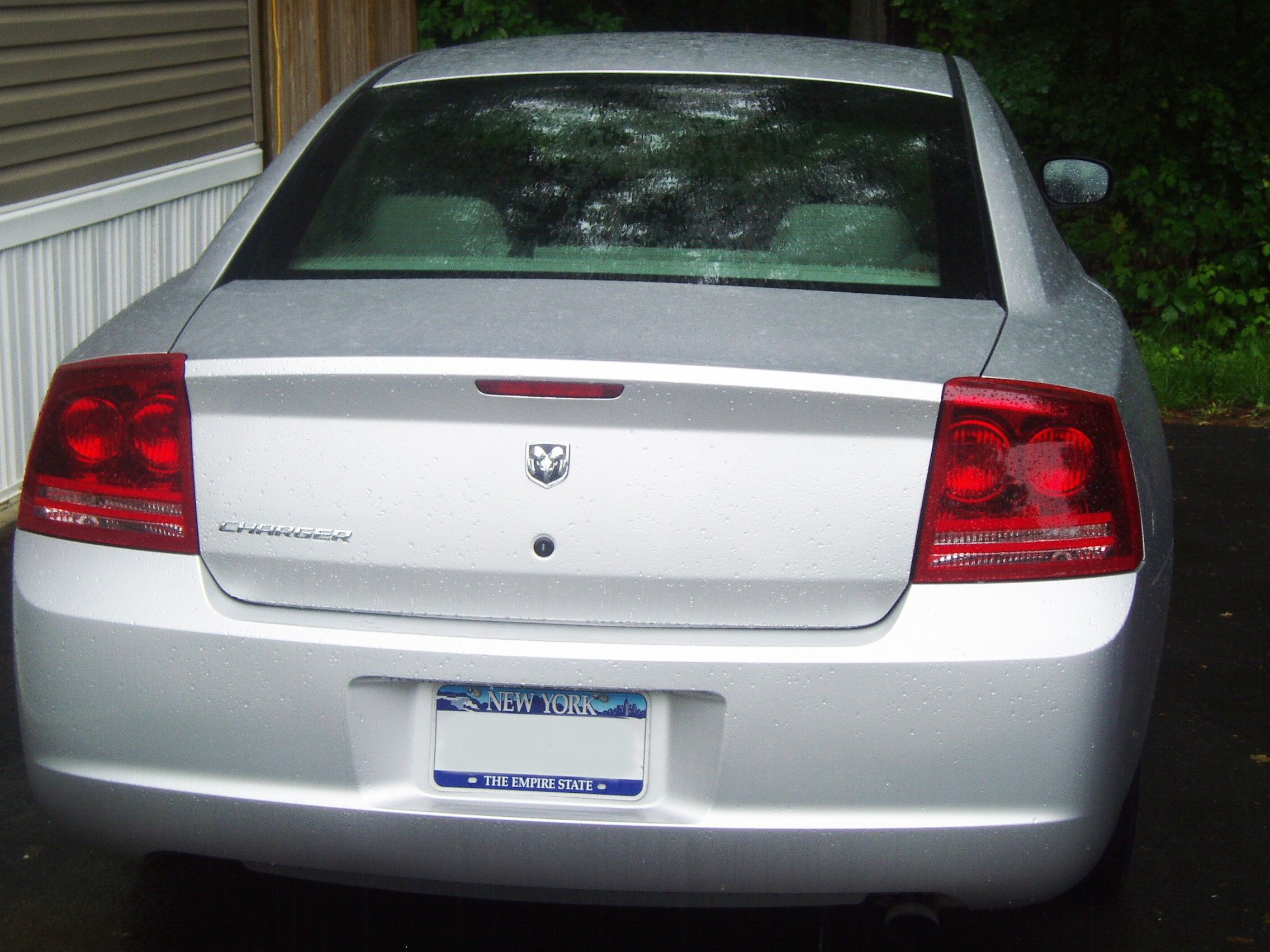
Vista posterior d'un Dodge Charger

Construït sota el xassís LX, que comparteix amb el Chrysler 300 i que comparteix components amb el xassís usat pel Classe E de Mercedes-Benz, només s'ofereix oficialment amb una carrosseria sedan de 4 portes, encara que també existeix una versió familiar de 4 portes però que Dodge ven sota el nom de Dodge Magnum.
Mides
- Batalla (Wheelbase): 3,048 m (120 in)
- Llargada (Length): 5,083 m (200.1 in)
- Amplada (Width): 1,890 m (74.5 in)
- Alçada (Height): 1,480 m (58.2 in)
- Capacitat del dipòsit: 68 l (18 galons dels EUA)

### Motors i seguretat
El Charger ofereix 4 opcions mecàniques, dos de 6 cilindres i dos de 8 cilindres, que van dels 2.7 L del motor base als 6.1 L de la versió més potent.
| Any             | Motor                        | Potència | Torsió  | Paquet           |
| --------------- | ---------------------------- | -------- | ------- | ---------------- |
| 2006-actualitat | 2.7 L Motor LH V6            | 190 cv   | 258 N·m | SE               |
| 2006-actualitat | 3.5 L Motor Chrysler SOHC V6 | 250 cv   | 339 N·m | SE i SXT         |
| 2006-actualitat | 5.7 L Motor Hemi V8          | 340 cv   | 529 N·m | R/T              |
| 2006-actualitat | 5.7 L Motor Hemi V8          | 350 cv   | 529 N·m | Daytona R/T      |
| 2006-actualitat | 6.1 L Motor Hemi V8          | 425 cv   | 569 N·m | SRT8 i Super Bee |

Sobre el motor 2.7 L, esmentar que el 2006 només va estar disponible per a les flotes comercials. A partir del 2007 s'incorpora dins del paquet SE per a la resta de compradors.
En matèria de seguretat, el Dodge Charger ha obtingut bons resultats per la NHTSA, però no tan bons amb la IIHS.
- La NHTSA atorga al Charger del 2006 5 estrelles en el test de xoc frontal per al passatger i copilot, i de 5 estrelles en les proves de xoc lateral per a les places posteriors i de 4 estrelles en les davanteres.[2]

- La IIHS atorga al Charger del 2006-2007 la qualificació de "good" en el test de xoc frontal per al passatger i copilot.[3] En canvi, les proves de xoc lateral per a les places posteriors i davanteres ha obtingut uns resultats força dolents, amb una qualificació de "marginal" (per als models amb airbags laterals).[4] i de "poor" (per als models que no incorporen aquest equipament de seguretat)[5]

## Paquets d'equipament
Els paquets que s'ofereixen són el SE, SXT, R/T, Daytona R/T, SRT8 i Super Bee (un paquet integrat al SRT8). Només el SXT i R/T poden optar-se amb tracció integral.

### SE

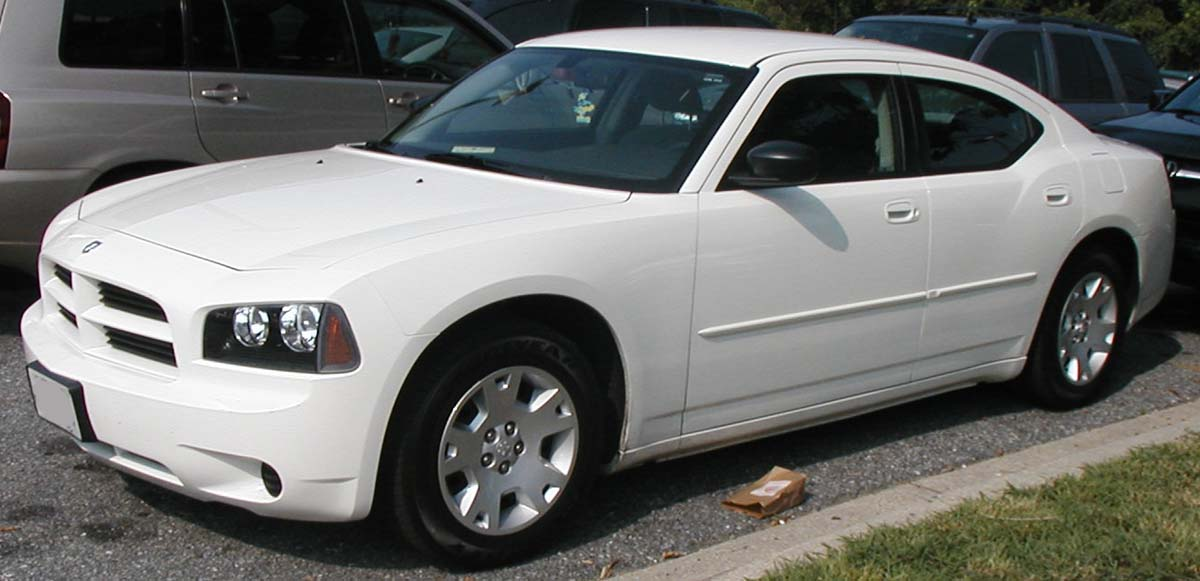
Dodge Charger SE del 2006

Associat a un motor 2.7 L Motor LH V6 i una transmissió automàtica de 4 velocitats Utradrive 42RLE. En opció, pot equipar-se un motor 3.5 L SOHC V6 V6 i una transmissió automàtica de 5 velocitats Autostick. L'equipament estàndard és el següent: Aire condicionat, radio CD, llantes d'acer de 17", airbags frontals i laterals de cortina davanters i posteriors i frens de discs a les 4 rodes.

### SXT
Associat a un motor 3.5 L SOHC V6 i una transmissió automàtica de 5 velocitats Autostick. L'equipament és el mateix, però afegint ABS, TCS, fars antiboira, volant folrat de pell, llantes d'aliatge de 17" i el paquet exterior SXT.

### R/T
Associat a un motor 5.7 L Motor Hemi V8 i una transmissió automàtica de 5 velocitats Autostick. S'afegeix, el paquet exterior R/T, ràdio digital SIRIUS, ESC i llantes d'alumini de 18".

### Daytona R/T

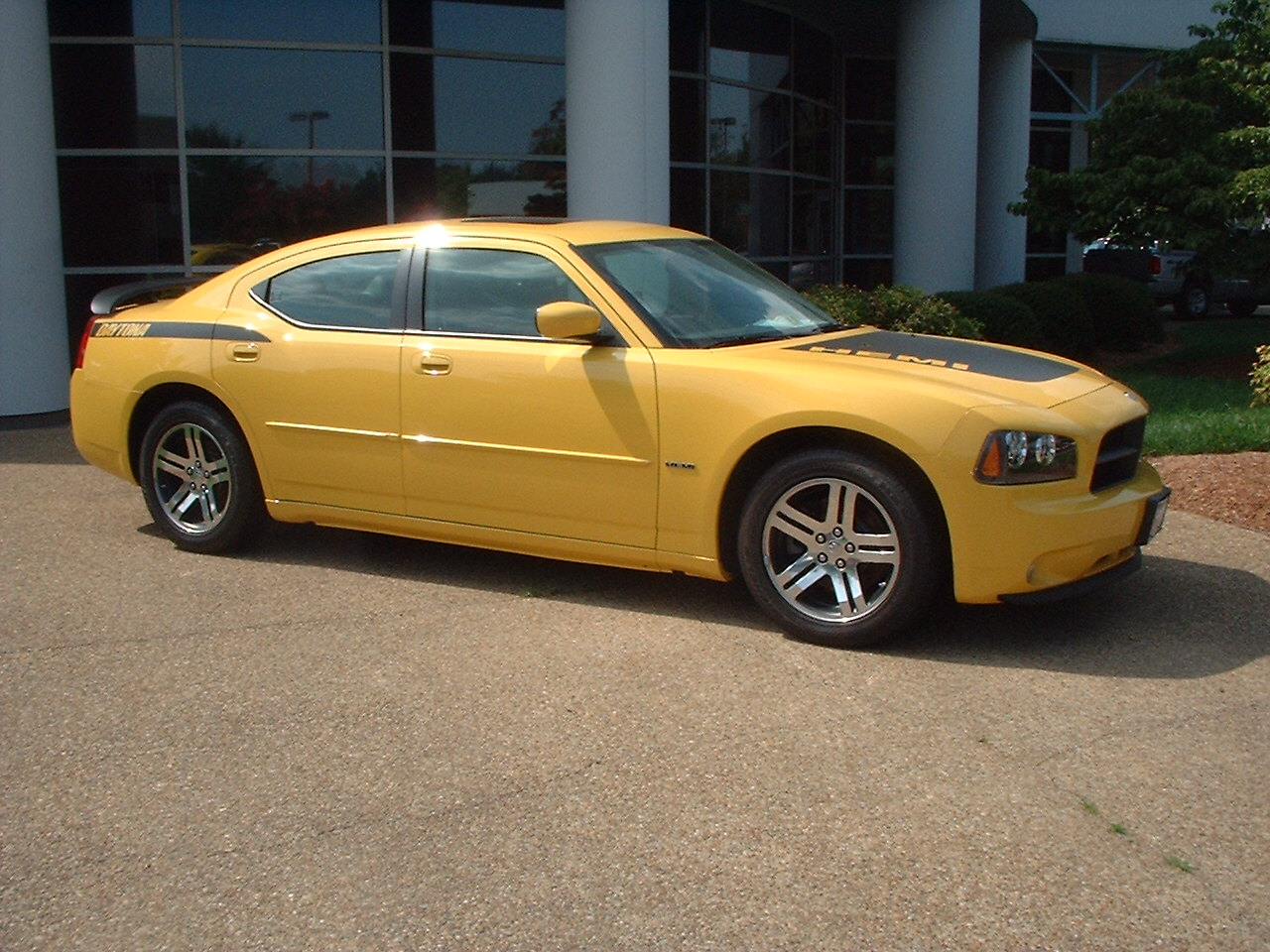
Dodge Charger Daytona del 2006

Associat a un motor 5.7 L Motor Hemi V8 i una transmissió automàtica de 5 velocitats Autostick. S'afegeix sobre el R/T, seients davanters calefactables, el paquet exterior Daytona (amb detalls com la inscripció "HEMI" al capó), climatizador bi-zona, fars automàtics, tubs d'escapament d'altes prestacions, direcció assistida d'altes prestacions, suspensió esportiva, així com que cada paquet està numerat.
Els colors disponibles per aquest són el groc metàl·lic "Go ManGo!" del Charger del 1970, groc "Top Banana", també del Charger i, el "TorRed", un color del segle passat; amb el primer col·lor se'n van fabricar 4200 cotxes (4000 als Estats Units i 200 al Canadà), del segon color, 4250 (4000 als Estats Units i 250 al Canadà) i del tercer, 2200 unitats (2000 als Estats Units i 200 al Canadà). El vermell "TorRed" va ser anunciat al gener del 2006 i se'n van produir 2000 unitats.
Per al 2007, el Daytona s'ofereix amb el color verd "Sublime Green" (1650 unitats, 1500 als Estats Units i 150 al Canadà) i el color lila "Plum Crazy Purple".

### SRT8

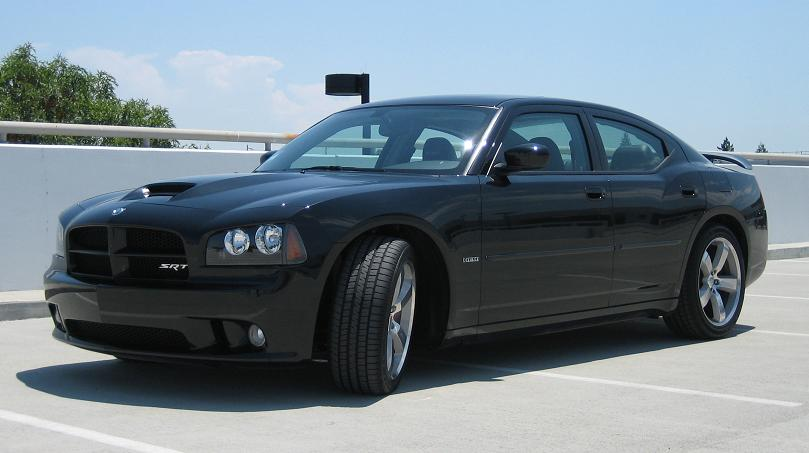
Dodge Charger SRT8 del 2006

Associat a un motor 6.1 L Motor Hemi V8 i una transmissió automàtica de 5 velocitats Autostick. Amb els 425 cv d'aquest V8, el V8 més potent que ha fabricat Chrysler i que ha instal·lat en un cotxe de producció, el Charger SRT-8 és capaç de cobrir el 0-100 km/h en un temps de 4,6 s.
L'equipament és més auster respecte dels R/T i queda reduït a seients davanters regulables (no calefactables), ràdio digital SIRIUS, aire condicionat, opció d'elegir el paquet Super Bee entre d'altres i llantes d'alumini de 20". Sobre l'esmentat paquet, va ser presentat al New York International Auto Show del 2006 com a model del 2007 i destaca, per estar pintat amb el color groc "Detonator Yellow" amb adhesius de color negre. En ser una edició especial Super Bee; només se'n fabricaran 1000 unitats.

## NASCAR
Durant les temporades 2005 i 2006 el Charger va substituir al Intrepid en les curses de NASCAR, compartint la configuració de motor V8 i tracció posterior. L'any 2007, el Charger va ser substituït per l'Avenger; el Charger passarà a usar-se en les curses Car of Tomorrow i el 2008 l'Avenger el substituirà en aquestes.

## Versió policíaca

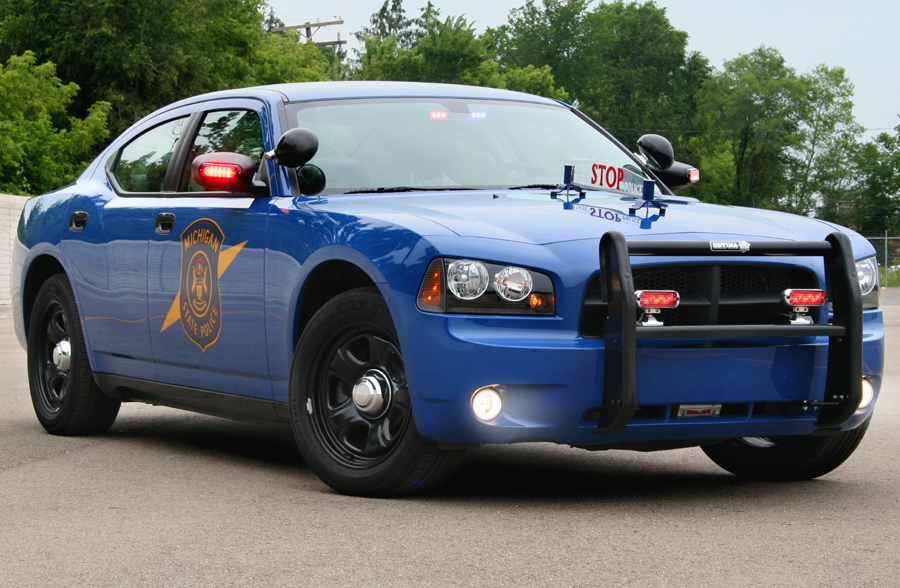
Dodge Charger del 2006 usat per la policia estatal de l'estat de Michigan

A principis del 2006, Chrysler va presentar una nova versió per a ser usada per la policia del Dodge Charger. Recordar que al New York International Auto Show del 2005 va debutar aquesta versió.
Respecte de la versió civil, aquesta equipa uns frens i sistema de refrigeració d'altes prestacions i gran resistència, un ESC d'alt rendiment optimitzat per a tasques policíaques, direcció assistida modificada i un canvi de marxes al volant (amb una palanca que surt del volant) en comptes d'anar al centre de la consola, que serà ocupada per equipaments de ràdio, ordinadors i controls pels fars i sirena.
El motor 5.7 L Hemi V8 de 340 cv accelera al Charger de 0-60 mph (0-96 km/h) en 5,4 segons i la velocitat màxima és de 150 mph (241 km/h). A mode comparatiu, el Matador de AMC de l'any 1972, amb un motor 6.6L V8 cobria el 0-60 mph en 7 segons, i invertia 43 segons per a arribar a la seva màxima velocitat, que era de 125 mph (201 km/h). Les policies de Michigan (Michigan State Police) i Califòrnia (California Highway Patrol) van estar provant-lo, i el Charger amb motor V8 va donar uns resultats superiors als altres vehicles, en proves d'acceleració, frenada i agilitat (excepte amb el Dodge Magnun, que va ser lleugerament més ràpid que el Charger).
A Novembre del 2006, el Charger va ser adoptat per força agències de policia, tant en vehicles de patrulla com de camuflatge, inclosos cossos de policies d'altres països, com Canadà i Mèxic. Oferint-se amb motors 3.5 L V6 i 5.7 L V8, aquest últim va ser elegit per les policies de carretera i autopista, mentre que el V6 va ser l'elecció majoritària de les patrulles de ciutat, en part, per un preu més econòmic d'aquest respecte del V8.

## Polèmica

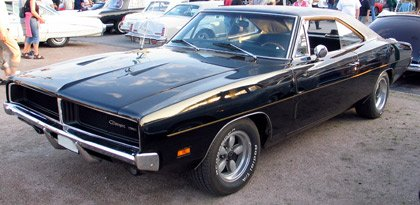
Dodge Charger (original) del 1969

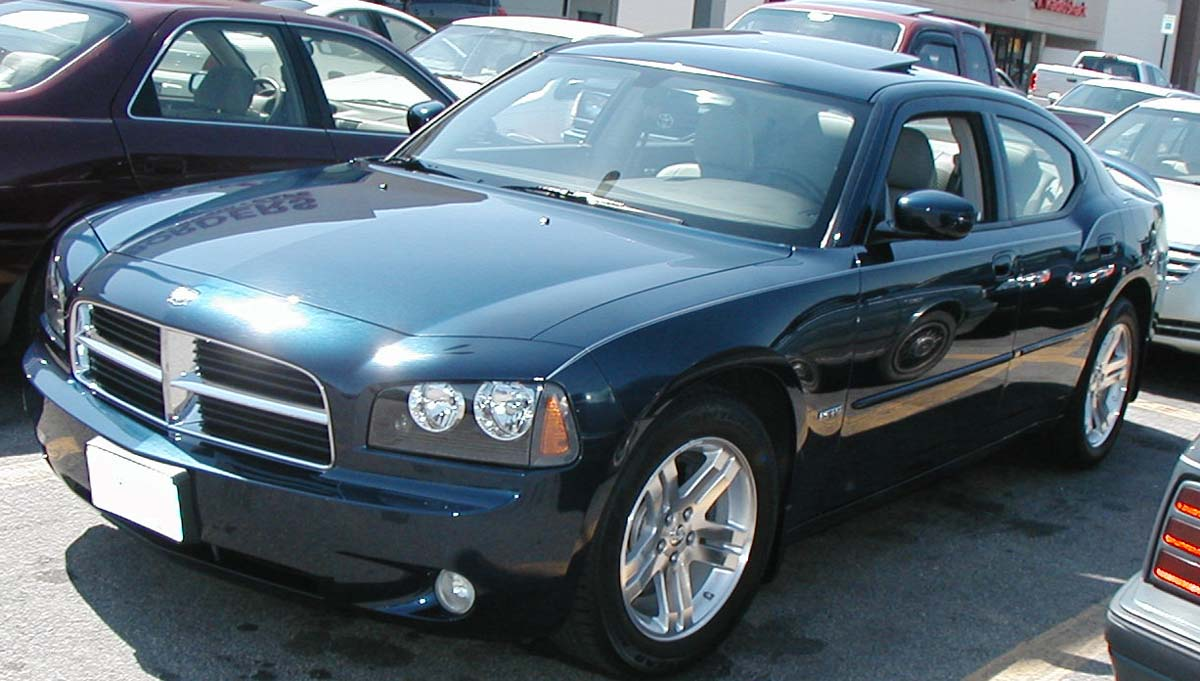
Dodge Charger del 2006

Aquesta nova versió del Charger no ha estat exempta de polèmica. Molts fans de la versió clàssica del Charger van sentir-se descol·locats amb el nou disseny del Charger en una configuració sedan de 4 portes, quan ells esperaven l'arribada del Charger perquè rivalitzés amb el nou Ford Mustang. El concept car de 1999 havia agafat força detalls de disseny dels muscle car, però la versió final (la que actualment s'està venent) varia de forma substancial respecte del concept car.
En part, aquest sentiment dels fans del Charger el trobem quan veiem que el Charger actual no és un vehicle pensat per competir contra el Mustang, sinó per substituir al sedan Dodge Intrepid.
Aquest descol·locament dels fans també va passar quan Dodge va presentar el nou Magnum.
El Charger ha estat transformat en el que anomenen "Low Down Legends", vehicles dels anys 60 i 70 que els presenten actualment com a sedans de 4 portes, al revés del que eren abans (coupes de 2 portes). Aquest fenomen aplica també al Chevrolet Impala o al Chevrolet Malibu.
Malgrat la crítica que va tenir del públic, les vendes van ser bones, amb 30.000 unitats al Novembre del 2005. Cal afegir que Dodge presentarà el Dodge Challenger el 2008-2009, que serà el pony car que rivalitzarà amb el Ford Mustang i el Chevrolet Camaro (també sortirà el 2008-2009), i així Dodge es traurà aquest sentiment de culpa que va tenir amb el Charger.

## En la cultura popular
El Charger apareix en els següents mitjans:
Pel·lícules
- Next
- Miami Vice

Televisió
- Drive
- NCIS

Videojocs
- Need for Speed: Carbon
- Need for Speed: ProStreet
- Midnight Club 3: DUB Edition Remix
- Forza Motorsport 2